# Empire Air Lines
Empire Air Lines (с англ. — «Имперские воздушные линии») — бывшая местная авиакомпания США, существовавшая с 1944 по 1952 год.

## История
В 1938 году в Льюистоне (штат Айдахо) Берт Циммерли (англ. Bert Zimmerly) создал сервис воздушного такси, который назвал Zimmerly Air Transport (с англ. — «Воздушный транспорт Циммерли»), а флот состоял из нескольких Cessna C-165 Airmaster.
Успех данного предприятия побудил Циммерли создать уже полноценную авиакомпанию, что он и сделал 1 апреля 1944 года, основав компанию Zimmerly Airlines, лозунгом которой был «Wings Over Idaho» (с англ. — «Крылья над Айдахо»). 12 июня начались полёты по маршруту «Льюистон — Бойсе», которые выполняли три приобретённых Boeing 247D — Zimmerly стала одним из последних операторов данного самолёта (после Alaska). Продолжительность рейса составляла 2 часа, а билет «туда—обратно» стоил 27 долларов. В октябре 1945 года рейсы начали выполняться уже по маршруту «Покателло — Берли — Твин-Фолс — Бойсе — Льюистон — Кер-д’Ален».
В 1946 году авиакомпания была преобразована в Empire Air Lines и получила от Совета по гражданской авиации сертификат местной авиакомпании (feeder airline), став 4-й по счёту компанией, получившей такой статус (первой была Essair в 1944 году). Под новым названием компания стала выполнять полёты с 28 сентября того же года. В марте 1947 года рейсы стали совершаться по изогнутому («банановому») маршруту «Спокан — Пендлтон — Бойсе — Берли — Айдахо-Фолс». Для расширения пассажирских перевозок были приобретены бывшие военные Douglas C-47A, которые после конвертирования в гражданские DC-3 поступили в Empire 10 марта 1948 года (борты NC62373, NC62375 и, вероятно, NC62376).
Empire Air Lines рекламировала свои услуги как «Маршрут для ценителей времени» (англ. Route of the Timesavers), а также с лозунгом «Расслабьтесь… Путешествуя погружайтесь в мягкий комфорт, приехав отдохнувшим, готовым к работе или развлечению. Вы находитесь всего в нескольких минутах поездки от мест, до которых раньше добирались часами» (англ. Relax… travel in deep cushioned comfort, arrive rested ready for work or pleasure. You are only a few minutes away from places formerly hours away). Охватывая внутренние регионы штатов Вашингтон и Орегон, Empire имела договорённости с другими перевозчиками о стыковых рейсах, благодаря чему пассажиры всего с одной пересадкой могли попасть в Сиэтл, Ванкувер (пересадка в Спокане), Портленд (пересадка в Пендлтоне), Рино, Сан-Франциско (пересадка в Бойсе), Солт-Лейк-Сити (пересадка в Покателло), Грейт-Фолс и Летбридж (пересадка в Айдахо-Фолс).
В августе 1951 года Совет по гражданской авиации предложил Empire Air Lines объединиться с региональной компанией West Coast Airlines из Сиэтла, также работавшей с штатах Вашингтон и Орегон. 4 августа 1952 года Empire слилась с West Coast, после чего авиакомпания получила название West Coast Empire Airlines; со временем «Empire» из названия было убрано.

## Флот
- Boeing 247D — 4
- Douglas DC-3 (C-47) — 2 (по другим данным 3)